# Citizen Fish
A Citizen Fish brit ska-punk/anarcho-punk zenekar.

## Története
Bath városában alakultak 1990-ben.
Alapító tagjai: Dick Lucas (ének), Jasper (basszusgitár), Trotsky (dob) és Larry (gitár). Első albumuk kiadása után Larry kilépett az együttesből, helyére Phil került, aki a Subhumans tagja volt, Dickkel és Trotsky-val együtt. Jasper és Dick pedig a Culture Shock nevű punkzenekarban is játszottak. 2006-ban Trotsky helyét Silas vette át. 

## Tagok
- Dick Lucas - ének
- Jasper - basszusgitár, ének
- Phil - gitár
- Silas - dob
- Alex Gordon - trombita, zongora, harmonika
- Matt Dowse - harsona

### Korábbi tagok
- Larry - gitár
- Trotsky - dob
- Minty - trombita
- Roberto Miguel Reyes - harsona
- Jessica Mills - szaxofon

## Diszkográfia
- Free Souls in a Trapped Environment (album, 1990)
- Disposable Dream (EP, 1992)
- Wider Than a Postcard (album, 1992)
- Live Fish (koncertalbum, 1992)
- Citizen Fish/AOS3 (split lemez, 1992)
- Flinch (album, 1993)
- Millenia Madness (album, 1995)
- Thirst (album, 1996)
- Psychological Background Reports (ritkaságokat tartalmazó válogatáslemez, 1996)
- Habit (EP, 1998)
- Active Ingredients (album, 1998)
- Life Size (album, 2001)
- What Time We On? (koncertalbum, 2006)
- Baby-Punchers/Meltdown (Citizen Fish/Leftöver Crack split lemez, 2006)
- Deadline (Citizen Fish/Leftöver Crack split lemez, 2007)
- Goods (album, 2011)
- Dancing on Spikes (EP, 2012)
- Manmade (EP, 2015)